# Fanny Rodrigues
Fanny Rodrigues (Suíça, 29 de novembro de 1991) é uma apresentadora de televisão e influenciadora digital portuguesa. Nasceu e cresceu na Suíça, mas é oriunda de Oliveira de Azeméis. Tornou-se conhecida ao participar no reality-show da TVI, Secret Story - Casa dos Segredos.

## Biografia e carreira
Fanny Rodrigues, nasceu na Suíça, no dia 29 de novembro de 1991. Filha de Fernando Rodrigues e Conceição Rodrigues, emigrantes portugueses na Suíça, naturais do concelho de Oliveira de Azeméis, nasceu e cresceu naquele país onde fez os estudos obrigatórios e, mais tarde, trabalhou como assistente dentária. 
Em 2011 muda-se para Portugal, para participar na segunda edição do reality-show da TVI, Secret Story - Casa dos Segredos, apresentado por Teresa Guilherme, onde se tornou conhecida do grande público. A participação sua no programa, fez com que fosse batizada por ''belle portugaise''. Desde a sua primeira experiência televisiva, começou a ser uma cara assídua nos ecrãs da TVI e chegou a participar na versão francesa do Secret Story, emitida pela TF1 (canal de televisão francês), em 2016.
Depois do reality-show francês, regressa a Portugal, a convite da SIC, para apresentar a rubrica Simplesmente Fanny, que  mostrava o seu lado mais intimista, no programa Juntos à Tarde, apresentado por João Baião e Rita Ferro Rodrigues.
Além de ter participado como concorrente em vários formatos de televisão, tornou-se mais tarde comentadora do Big Brother.
Em 2021, Cristina Ferreira (Diretora de Ficção e Entretenimento da TVI), convidou Fanny a juntar-se à equipa de apresentadores do programa das tardes de domingo Somos Portugal, onde se manteve até novembro de 2024, altura em que o programa terminou. 
Em 2022, entrou na novela Festa É Festa, para fazer uma participação especial, vestindo a a pele de Ana Carolina Brito, personagem interpretada pela atriz Beatriz Barosa.

## Vida pessoal
Durante a participação na Casa dos Segredos, apaixonou-se pelo colega João Mota. No entanto, após o programa, perderam o contacto e João começou a namorar com a atriz Mariana Monteiro. Embora tenha havido uma ligação especial durante o reality show, nunca chegaram a manter uma relação amorosa. 
Namorou vários anos com Sandro Lima, falecido em agosto de 2021.
A apresentadora tem um filho, Diego, nascido em 2017, fruto da relação de oito anos com João Almeida, terminada em 2022, ao fim de oito anos.
Namora desde 2023 com o assistente do programa Somos Portugal, Jorge Frade.

## Televisão
| Ano         | Projeto                                                      | Notas                                                                          | Canal |
| ----------- | ------------------------------------------------------------ | ------------------------------------------------------------------------------ | ----- |
| 2011        | Secret Story - Casa dos Segredos (2.ª edição)                | Concorrente                                                                    | TVI   |
| 2012 - 2013 | Não há Bela sem João                                         | Repórter                                                                       | TVI   |
| 2013        | Secret Story - Casa dos Segredos: Desafio final (1.ª edição) | Concorrente                                                                    | TVI   |
| 2013        | Big Brother VIP                                              | Concorrente                                                                    | TVI   |
| 2013/ 2022  | Toda a Gente Me Diz Isso                                     | Participações especiais                                                        | TVI   |
| 2014        | Secret Story - Casa dos Segredos (4.ª edição)                | Comentadora                                                                    | TVI   |
| 2015        | Secret Story - Casa dos Segredos: Desafio final (2.ª edição) | Comentadora                                                                    | TVI   |
| 2015        | Secret Story - Casa dos Segredos: Luta pelo Poder            | Comentadora e Repórter                                                         | TVI   |
| 2015        | A Quinta                                                     | Patroa                                                                         | TVI   |
| 2016        | Secret Story- França                                         | Concorrente                                                                    | TF1   |
| 2017 - 2018 | Juntos à Tarde                                               | Apresentadora da rubrica Simplesmente Fanny                                    | SIC   |
| 2017        | Passadeira Vermelha                                          | Comentadora                                                                    | SIC   |
| 2018        | Secret Story - Casa dos Segredos: O Reencontro               | Concorrente                                                                    | TVI   |
| 2020        | Big Brother 2020                                             | Comentadora                                                                    | TVI   |
| 2020        | Big Brother - A Revolução                                    | Comentadora                                                                    | TVI   |
| 2021        | Big Brother - Duplo Impacto                                  | Comentadora                                                                    | TVI   |
| 2021 - 2024 | Somos Portugal                                               | Apresentadora                                                                  | TVI   |
| 2022        | Festa É Festa                                                | Atriz como ela própria, no papel de Ana Carolina Brito (Participação especial) | TVI   |
| 2022        | Betclic Mano a Mano                                          | Concorrente (vencedora)                                                        | TVI   |

### Especiais / outros
| Ano        | Projeto                                 | Notas              | Canal |
| ---------- | --------------------------------------- | ------------------ | ----- |
| 2012       | A Tua Cara não me é Estranha            | Convidada especial | TVI   |
| 2013/ 2015 | Dança com as Estrelas                   | Convidada especial | TVI   |
| 2019       | Roast José Castelo Branco               | Participante       | TVI   |
| 2021       | Somos Família                           | Co-Apresentadora   | TVI   |
| 2021       | Parabéns, Portugal                      | Co-Apresentadora   | TVI   |
| 2021       | Joga Portugal                           | Co-Apresentadora   | TVI   |
| 2022       | Parabéns TVI - Especial 29° Aniversário | Co-Apresentadora   | TVI   |